# Liste der denkmalgeschützten Objekte in Kematen an der Krems
Die Liste der denkmalgeschützten Objekte in Kematen an der Krems enthält die 5 denkmalgeschützten, unbeweglichen Objekte der oberösterreichischen Gemeinde Kematen an der Krems im Bezirk Linz-Land.

## Denkmäler
| Foto |                 | Denkmal                                                                          | Standort                                                   | Beschreibung | Metadaten |
| ---- | --------------- | -------------------------------------------------------------------------------- | ---------------------------------------------------------- | --- | --- |
| ja   | Datei hochladen | Bildstock, Weißes Kreuz, Pestsäule HERIS-ID: 18958 Objekt-ID: 15254              | Am Kematnerberg Standort KG: Kematen an der Krems          | | BDA-Hist.: Q37846365 Status: § 2a Stand der BDA-Liste: 2025-06-30 Name: Bildstock, Weißes Kreuz, Pestsäule GstNr.: 124/2                                                |
| ja   | Datei hochladen | Kath. Pfarrkirche hl. Martin und ehem. Friedhof HERIS-ID: 18962 Objekt-ID: 15258 | Kirchenplatz 1a (Kirche) Standort KG: Kematen an der Krems | Die Pfarrkirche wurde erstmals 1179 erwähnt und ist dem hl. Martin geweiht. Insgesamt dreischiffig besteht sie aus Bauelementen unterschiedlicher Epochen: Hauptmauern und Turm aus weißer Nagelfluh waren vermutlich Teil einer römischen Festung, das Mittelschiff, die Gewölbe und die Sakristei wurden erst später fertiggestellt. Bemerkenswert sind die drei Altäre, davon der barocke Hochaltar mit Figuren aus der Werkstätte der Schwanthaler.                           | BDA-Hist.: Q23541806 Status: § 2a Stand der BDA-Liste: 2025-06-30 Name: Kath. Pfarrkirche hl. Martin und ehem. Friedhof GstNr.: .76 Sankt Martin (Kematen an der Krems) |
| ja   | Datei hochladen | Pfarrhof HERIS-ID: 18963 Objekt-ID: 15259                                        | Kirchenplatz 1 Standort KG: Kematen an der Krems           | Bemerkenswert an der Gartenmauer des Pfarrhofs ist ein römisches Relief, welches einen Jäger mit geschultertem Hasen darstellt. | BDA-Hist.: Q37846390 Status: § 2a Stand der BDA-Liste: 2025-06-30 Name: Pfarrhof GstNr.: .75, 68/1                                                                      |
| ja   | Datei hochladen | Schloss Weyer HERIS-ID: 18961 Objekt-ID: 15257                                   | Linzerstraße 2 Standort KG: Kematen an der Krems           | Das Wasserschloss wurde 1299 erstmals erwähnt und 1596 mit Piberbach zu einer Grundherrschaft vereint. Das Erdgeschoß ist aus dem 16. Jahrhundert. Im 19. Jahrhundert setzte man ein zweites Stockwerk auf und renovierte den Bau insgesamt leicht neugotisch. Die Fassade ist mit Rieselputz (Rauputz mit grobem, rundem Korn) gestaltet. Von den vier Ecktürmen sind drei rund, der Turm im Südwesten hat einen quadratischen Grundriss und eine Scheinquadierung an den Ecken. | BDA-Hist.: Q2244117 Status: Bescheid Stand der BDA-Liste: 2025-06-30 Name: Schloss Weyer GstNr.: 84 Schloss Weyer (Kematen an der Krems)                                |
| ja   | Datei hochladen | Schloss Achleiten HERIS-ID: 18954 Objekt-ID: 15250                               | Achleiten 1 Standort KG: Achleiten                         | Ein erster urkundlicher Nachweis des Schlosses erfolgte 1189. Am Rande einer eiszeitlichen Gletscherschüttung gelegen konnte man von hier zusammen mit der Befestigung von Rohr das gesamte Kremstal kontrollieren. Die ehemalige Burg besaß einen doppelten Graben und Zugbrücken, welche durch Steinbrücken ersetzt wurden. | BDA-Hist.: Q1741061 Status: Bescheid Stand der BDA-Liste: 2025-06-30 Name: Schloss Achleiten GstNr.: 151/1, 151/4 Schloss Achleiten                                     |